# 泉南郵便局
泉南郵便局（せんなんゆうびんきょく）は、大阪府泉南市にある郵便局。民営化前の分類では集配普通郵便局であった。

## 概要
住所：〒590-0599 大阪府泉南市樽井7-26-1
明治初期に開設された歴史ある郵便局である。長らく泉南市の中心部（JR和泉砂川駅と市役所の間）にあったが、局舎の老朽化や手狭さなどから、1997年（平成9年）に南海本線樽井駅の近くに局舎を新築した。新旧位置間の距離は約1.7kmと離れており、旧位置付近に別の郵便局もなかったことから、代替措置として、旧局舎の道路を挟んだ向かい側に泉南信達牧野郵便局が設置されている。

## 沿革
- 1872年2月3日（明治4年12月25日） - 信達郵便取扱所として設置[1]。
- 1875年（明治8年）1月1日 - 信達郵便局（五等）となる。
- 1885年（明治18年）5月1日 - 貯金取扱を開始。
- 1890年（明治23年）7月16日 - 為替取扱を開始。
- 1959年（昭和34年）9月15日 - 国際電報および国内欧文電報の受付・配達事務の取扱を、泉佐野電報電話局に移管[2]。
- 1962年（昭和37年）7月29日 - 電話交換および和文電報配達業務を、泉南電報電話局に移管。
- 1972年（昭和47年）9月1日 - 特定郵便局から普通郵便局に局種別改定するとともに、泉南郵便局に改称。
- 1973年（昭和48年）8月20日 - 樽井郵便局[3]から集配業務を移管。
- 1997年（平成9年）12月1日 - 局舎新築に伴い、泉南市信達牧野から同市樽井七丁目に移転。旧位置付近には同日、泉南信達牧野郵便局が設置された。
- 1999年（平成11年） - 外国通貨の両替および旅行小切手の売買に関する業務取扱を開始。
- 2007年（平成19年）10月1日 - 民営化に伴い、併設された郵便事業泉南支店に一部業務を移管。
- 2012年（平成24年）10月1日 - 日本郵便株式会社発足に伴い、郵便事業泉南支店を泉南郵便局に統合。

## 取扱内容
- 郵便、印紙、ゆうパック、内容証明
- 貯金、為替、振替、振込、国際送金、国債、投資信託
- 生命保険、バイク自賠責保険
- ゆうちょ銀行ATM
- 「590-05xx」区域（泉南市（泉州空港南を除く各区域））の集配業務
- ゆうゆう窓口

## 風景印
- 図柄は史跡・厩戸王子跡と堀河ダム。局名表記は「泉南」
- 使用開始日は1984年（昭和59年）8月20日

## 周辺
- イオンモールりんくう泉南
- りんくう南浜海水浴場（樽井サザンビーチ）

## アクセス
- 南海本線 樽井駅から徒歩約5分
- 南海ウイングバス、泉南市コミュニティバス（さわやかバス） 樽井駅前停留所下車
- 阪和自動車道 泉南ICから北へ約4km
- 駐車場あり：15台